# Fantasie und Fuge c-Moll BWV 562
Die Fantasie und Fuge in c-Moll BWV 562 ist eine Orgelkomposition von Johann Sebastian Bach. Sie liegt in einem Autograph Bachs vor, das aus seinen letzten Lebensjahren stammt.
Die Fantasie lässt eine Verwandtschaft mit der Fugue á 5 aus dem Gloria des Livre d’Orgue von Nicolas de Grigny (1671–1703) erkennen, welche Bach in seiner Weimarer Zeit abgeschrieben hat. Deshalb wird vermutet, dass auch seine Fantasie in Weimar entstanden ist. Die später 1747/48 in Leipzig niedergeschriebene Fuge ist nur fragmentarisch überliefert.
Es wird diskutiert, ob Bach selbst die Fuge zur ursprünglichen Fantasia hinzufügte oder ob einer seiner Söhne dies tat.

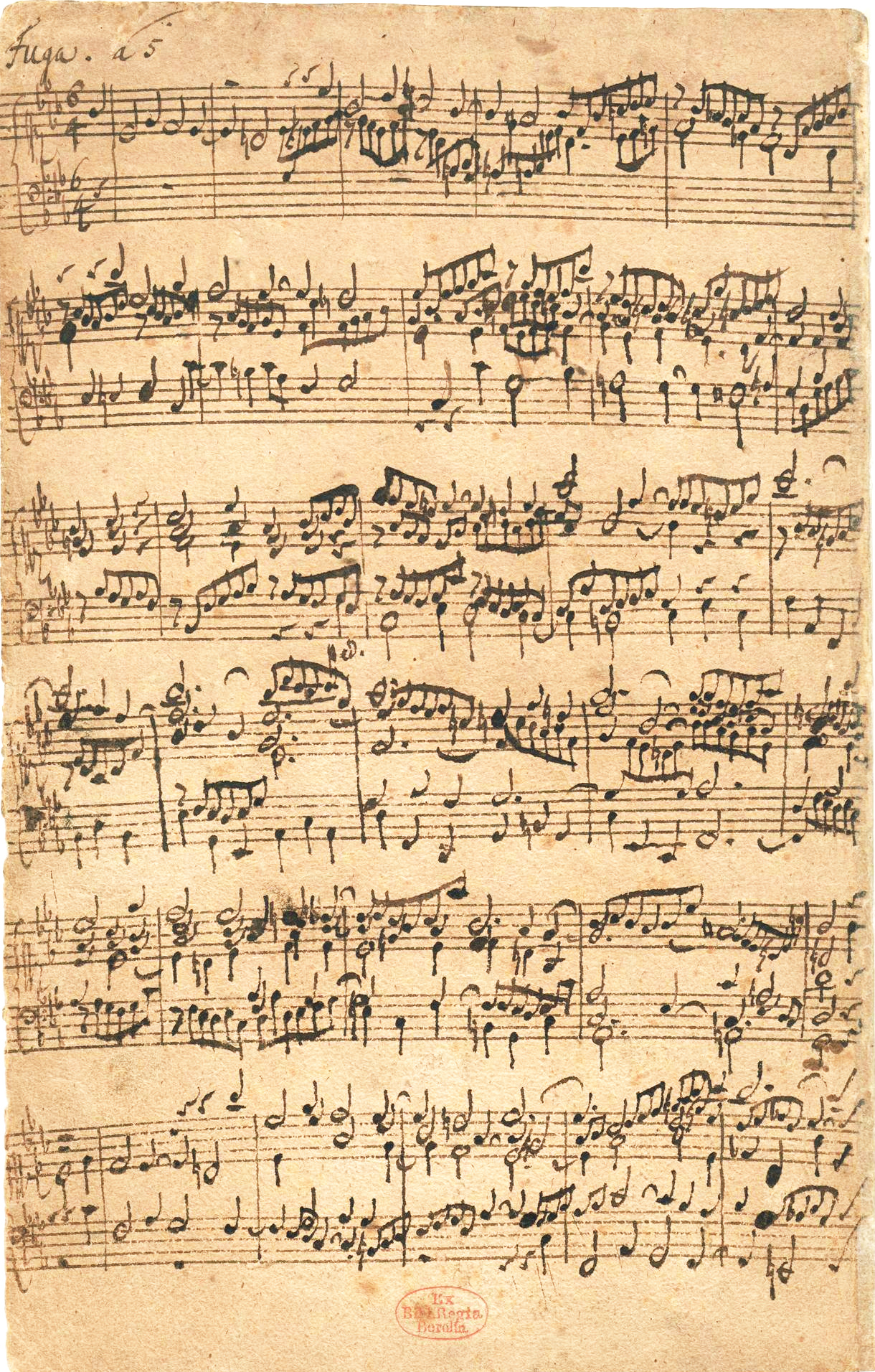
Bach-Autograph Fuge BWV 562

Im Umfeld des Bach-Schülers Bernhard Christian Kayser existiert eine gemeinsame Überlieferung der Fantasie BWV 562/1 und Fuge BWV 546/2.

## Aufbau
Die fünfstimmige Fantasie ist monothematisch. Das Thema besteht aus nur einem einzigen Takt. Durch den Vorhalt auf dem dritten Viertel entsteht der charakteristische „Seufzer“. Das Motiv erscheint insgesamt 49 Mal in den 81 Takten des Stückes; auch im Pedalbass wird es verwendet.
In Bachs autographer Konzeptschrift der dritten und letzten Fassung der Fantasie von 1745 folgt dieser eine ebenfalls fünfstimmige Fuge. Diese ist nicht vollständig überliefert, sondern bricht nach 27 Takten ab. Das Fragment lässt nach der fünfstimmigen Fugenexposition bereits nach 21 Takten eine Engführungsdurchführung folgen. Kurz danach ist das Ende der Quelle erreicht. Da im Autograph Zeichen den Übergang auf die nächste Seite andeuten, ist zu vermuten, dass das Stück fertig komponiert war und diese Seiten verloren gegangen sind.
Es gibt in Bachs Orgelwerk nur zwei weitere fünfstimmige Fugen und keine weitere im 6/4-Takt. Allen vergleichbaren Leipziger Werken gemeinsam ist eine dreiteilige Anlage.
Andreas Fischer veröffentlichte eine Ergänzung des Fragmentes. Dabei dienten Bachs späte Leipziger Orgelfugen als Vorbild, welche die mathematische Dreiteilung gezielt variieren, sowie auch Bachs Vorliebe für die Anwendung des Goldenen Schnittes.

## Besondere Verwendung
Zur Trauerfeier für Queen Elizabeth II. am 19. September 2022 spielte Peter Holder beim Auszug aus der Westminster Abbey die Fantasie c-Moll BWV 562.